# Loteria bonurilor fiscale

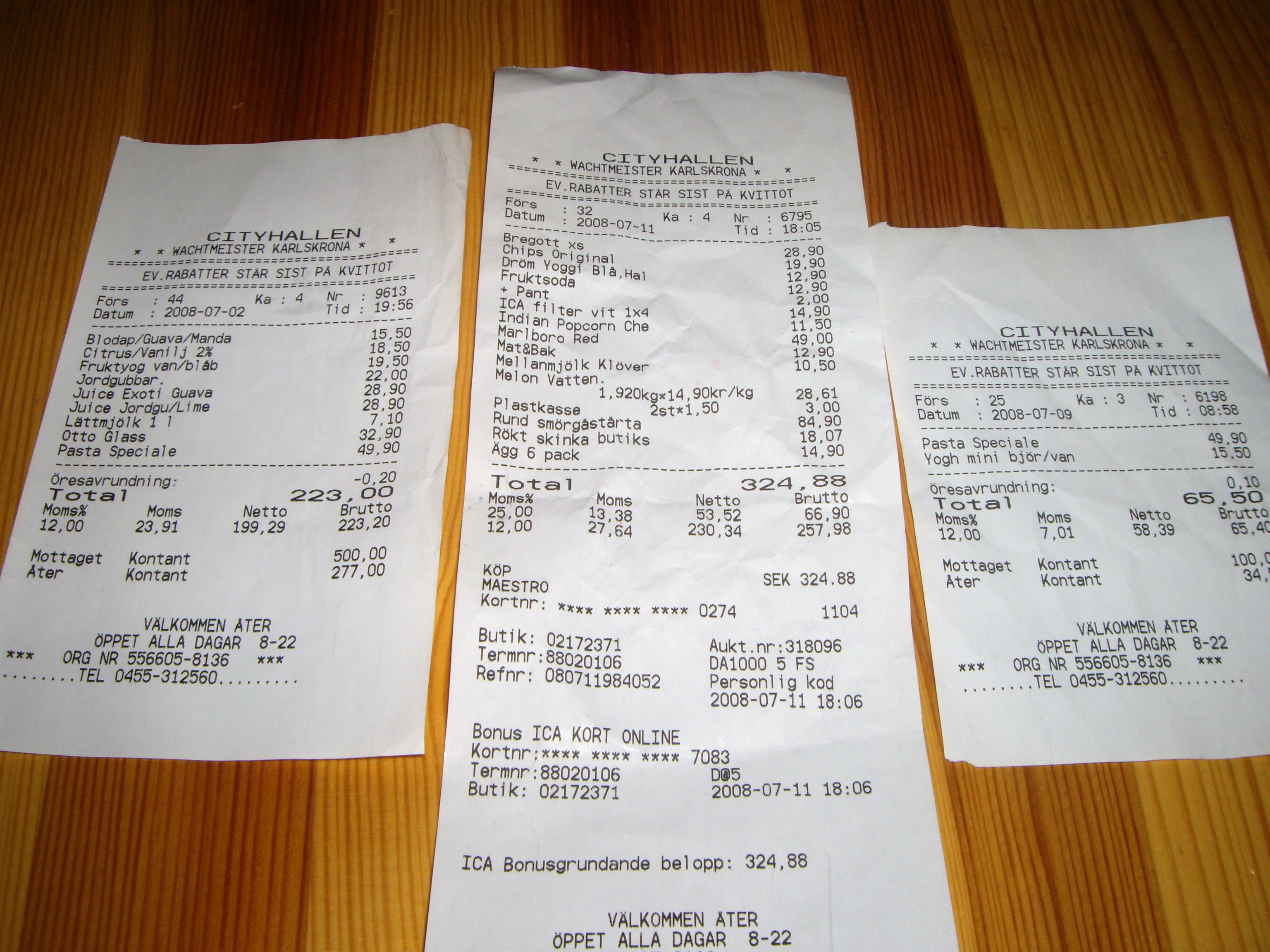
Bonuri fiscale.

Loteria bonurilor fiscale sau loteria fiscală este o măsură luată de Guvernul României la data de 28 ianuarie 2015, prin Ordonanța de Guvern nr. 10/2015, care are scopul de a contribui la combaterea evaziunii fiscale prin cointeresarea, implicarea și responsabilizarea cetățenilor în fiscalizarea veniturilor realizate de comercianți din vânzarea bunurilor și prestarea serviciilor direct către populație. 

## Organizarea loteriei
Ordonanța a fost publicată în Monitorul Oficial de vineri, 30 ianuarie 2015, iar pentru anul 2015 prima extragere publică lunară va avea loc în 13 aprilie, a doua zi de Paști, fondul de premiere fiind de 1.000.000 lei. La extragere sunt eligibile bonurile fiscale emise începând cu 1 februarie și până pe 28 martie 2015 inclusiv, pentru produsele sau serviciile cu o valoare cuprinsă între 1,00 și 999,99 lei, indiferent dacă sunt sau nu sunt ștampilate de emitent.
Ordonanța mai prevede ca începând cu 1 martie, în cazul refuzului agentului economic de a emite și înmâna bon fiscal, cumpărătorul să poată să nu achite bunul dobândit sau serviciul prestat, având în vedere că o tranzacție nefiscalizată nu reprezintă altceva decât o încălcare a legii. Așadar, cumpărătorul poate păstra bunul fără să îl mai plătească în cazul unui refuz al agentului economic de a emite bon fiscal, prevedere care a iscat numeroase controverse.

## Contestații
Asociația Națională a Comercianților Mici și Mijlocii din România (ANCMMR) a solicitat Avocatul Poporului să sesizeze Curtea Constituțională cu privire la neconstituționalitatea prevederilor ordonanței, întrucât aceasta ar încălca dreptul de proprietate.

## Legături externe
- Loteria Bonurilor Fiscale - pagină oficială Facebook
- Loteria Bonurilor Fiscale; Detalii utile și rezultate - site oficial
- "Loteria fiscala" ar putea fi un eșec - revistapresei.hotnews.ro[nefuncțională – arhivă]
- Românii vor putea câștiga lunar câte 1.200 lei la Loteria bonurilor fiscale - www.agerpres.ro Arhivat în 3 februarie 2015, la Wayback Machine.
- O nouă lege: refuzul plății fără bon fiscal - loteriabonurilor.com Arhivat în 11 martie 2015, la Wayback Machine., accesat pe 9 martie 2015
- Rezultate extrageri Loteria Bonurilor Fiscale Arhivat în 10 iulie 2015, la Wayback Machine.
- Gafă incredibilă a statului român: Toate extragerile Loteriei fiscale sunt ilegale, 16 noiembrie 2015, economica.net
- Ultimele știri din presa românească despre „Loteria bonurilor” la Newskeeper